# Джейкоб, Роберт
Роберт (Роман Елизарьевич) Джейкоб (Якоб) (англ. Robert Jacob; ум. 1588) — английский медик XVI века.

## Биография
Сын Джайлза Джейкоба из Лондона. По окончании школы он поступил сизаром в Тринити-колледж в Кембридже (12 ноября 1565 года) и получил степень бакалавра искусств; в 1569–1570 годах был избран научным сотрудником, а в 1573 году поступил в магистратуру. Он получил степень доктора медицины в Базеле и 15 мая 1579 года уже снова находился в Кембридже. 
В российскую историю Роберт Джейкоб вошёл когда в 1581 году английская королева-дева Елизавета, по просьбе русского царя Иоанна Васильевича Грозного, который нуждался в ученом и искусном враче, послала его в Царство Русское.
Добрая королева Бесс, уступая царю своего придворного врача, написала по этому поводу: 
«Мужа искуснейшего в целении болезней уступаю тебе, моему брату кровному, не для того, чтобы он был ненужен мне, но для того, что тебе нужен. Можешь смело вверить ему свое здоровье».
И действительно, Роберт Джейкоб сумел вскоре приобрести благосклонность царя своими основательными познаниями в медицине. 
Кроме того, Джейкоб приобрёл в особое расположение царя, о чем свидетельствует тот факт, что английский врач предлагал царю в жены дочь графа Гунтигтона — Марию Гастингс, близкую родственницу королевы Елизаветы; при этом Джейкоб сумел настолько пленить воображение царя описанием достоинств невесты, что Иоанн в 1582 году послал в Лондон, с тайными поручениями по делу намечающейся женитьбы, думного дворянина и воеводу города Шацка Фёдора Андреевича Писемского. К счастью для графини, она не стала седьмой женой Ивана Грозного; царь скончался до завершения переговоров, которые были начаты в 1583 году с санкции Елизаветы.
По приказанию царя Р. Джейкобу поручено было описать догматы англиканской церкви; он выполнил это поручение и, как известно из летописных свидетельств, читал свое описание в присутствии царя и многих бояр. 
После смерти царя Иоанна Васильевича доктор Джейкоб покинул в 1584 году Русское царство и уехал на родину, но спустя же два года снова возвратился в Россию. Вторичный приезд Роберта Джейкоба в Россию, снабженного, как и в первый приезд, королевским письмом, был обставлен особыми царскими милостями. Царь Фёдор Иоаннович послал ему навстречу в Вологду Кургана Салтыкова с приказанием снабжать Джейкоба деньгами, доставлять для него лошадей и провожать его до самой Москвы всячески помогая в дороге. В своё отечество Роберт Джейкоб, которого в России величали Роман Елизарьевич, уже не возвращался; он скончался в 1588 году.
С прибытием в Россию доктора Джейкоба была учреждена Государева аптека, которая обслуживала членов его семьи; в ней работали англичане, голландцы, немцы и другие иноземцы. Это дало толчок к появлению Аптекарского приказа и развитию российской медицины в целом.